# Calistoga (Kalifornia)
Calistoga város az USA Kalifornia államában, Napa megyében. Lakosainak száma 5228 fő (2020. április 1.).

## Népesség
A település népességének változása:

| 2010 | 5 155 |
| 2020 | 5 228 |